# Juegos Asiáticos de 1966
Los V Juegos Asiáticos se celebraron en Bangkok (Tailandia), del 9 de diciembre al 20 de diciembre de 1966, bajo la denominación Bangkok 1966.

Participaron un total de 1945 deportistas representantes de 16 países miembros de la Federación para los Juegos Asiáticos. El total de competiciones fue de 143 repartidas en 14 deportes.

## Medallero
| Núm. | País          | Oro | Plata | Bronce | Total |
| ---- | ------------- | --- | ----- | ------ | ----- |
| 1    | Japón         | 78  | 53    | 33     | 164   |
| 2    | Corea del Sur | 12  | 18    | 21     | 51    |
| 3    | Tailandia     | 12  | 14    | 11     | 37    |
| 4    | Malasia       | 7   | 5     | 6      | 18    |
| 5    | India         | 7   | 4     | 11     | 22    |
| 6    | Indonesia     | 7   | 4     | 10     | 21    |
| 7    | Irán          | 6   | 8     | 17     | 31    |
| 8    | China         | 5   | 9     | 10     | 24    |
| 9    | Israel        | 3   | 5     | 3      | 11    |
| 10   | Filipinas     | 2   | 15    | 25     | 42    |
| 11   | Pakistán      | 2   | 4     | 2      | 8     |
| 12   | Birmania      | 1   | 0     | 4      | 5     |
| 13   | Singapur      | 0   | 5     | 7      | 12    |
| 14   | Vietnam       | 0   | 1     | 2      | 3     |
| 15   | Ceilán        | 0   | 0     | 4      | 4     |
| 16   | Hong Kong     | 0   | 0     | 1      | 1     |
| TOT  |               | 142 | 145   | 167    | 454   |

| Predecesor: Yakarta 1962 | V Juegos Asiáticos 1966 | Sucesor: Bangkok 1970 |